# Neonuncia blacki
Neonuncia blacki är en spindeldjursart som beskrevs av Forster 1954. Neonuncia blacki ingår i släktet Neonuncia och familjen Triaenonychidae. Inga underarter finns listade i Catalogue of Life.